# Personaggi di Valkyria Chronicles
Questa è la lista dei personaggi del videogioco Valkyria Chronicles e delle opere derivate.

## Valkyria Chronicles

### Galliani
Gallia ha sempre mantenuto la neutralità in tutte le questioni politiche che hanno riguardato l'Europa fin dalla sua fondazione, ciò nonostante dispone di un esercito nazionale e di una Guardia Reale, quest'ultima incaricata di proteggere la Principessa Cordelia.

#### Welkin Gunther
Il luogotenente Welkin Gunther (ウェルキン・ギュンター?, Werukin Gyuntā) è il protagonista del gioco, e ha 22 anni. Figlio di un grande eroe di guerra ha scelto inizialmente di non seguire le orme paterne ed è entrato alla facoltà di Scienze Naturalistiche dell'università di Randgriz. Quando scoppia la guerra tra Gallia e l'Impero il suo villaggio natale, Bruhl, situato lungo il confine, viene conquistato e semi-distrutto, e lui, entrato in possesso del carro armato Edelweiss, sceglie a questo punto di fare la sua parte.
Arruolato nella Milizia, viene messo al comando della Squadra 7, e anche se inizialmente incontrerà delle difficoltà nel far valere la sua autorità all'interno della squadra si formerà presto fra lui e i suoi subalterni un legame molto saldo.
Welkin è un appassionato naturalista con una vera e propria ossessione per gli animali, e specialmente gli insetti, si trova a suo agio in mezzo alla natura e grazie al suo acume nota spesso cose che possono sfuggire ad altri. Ogni tanto la sua passione lo porta ad uscirsene con paragoni e riferimenti di ambito naturalistico che spesso e volentieri risultano fraintendibili o incomprensibili a tutti tranne che a lui, ma che alla fine mettono in luce il lato altruista e spontaneo del suo carattere.
Gentile e disponibile nella vita di tutti i giorni, in battaglia diventa determinato e razionale, conscio che le sue decisioni possono pregiudicare il fallimento della missione e anche la morte dei membri della squadra. Alla fine della storia corona il suo sogno di diventare insegnante, si stabilirà a Bruhl e sposa Alicia.
Nell'anime viene tracciata una divisione un po' più netta tra le sue due diverse personalità, quella di Welkin Gunther, un ragazzo un po' svampito ma comunque di buon cuore, e quella del Luogotenente Gunther, estremamente razionale e talvolta severo ed intransigente fin quasi all'eccesso.

#### Alicia Melchiott
Il sergente Alicia Melchiott (アリシア・メルキオット?, Arishia Merukiotto) è l'eroina del gioco, e ha 20 anni. Cresciuta in un orfanotrofio, ha sviluppato un carattere forte e deciso, e quando l'Impero invade Bruhl viene si arruola nella resistenza cittadina. All'inizio della storia arresta Welkin scambiandolo per una spia, e quando l'equivoco si risolve i due fanno subito amicizia.
In battaglia, dove riveste il ruolo di Scout, è determinata e spesso impulsiva, poiché ritiene che non avendo genitori nessuno piangerebbe una sua eventuale scomparsa; Welkin, però, le farà cambiare idea, e con il passare del tempo verrà alla luce il lato più dolce e generoso della sua personalità.
Ad un certo punto si scopre che Alicia discende dalla leggendaria stirpe delle Valkyrie, le guerriere per eccellenza che migliaia di anni prima discesero dal nord e conquistarono l'Europa coi loro straordinari poteri, poteri che lei stessa inizia a manifestare dopo essere stata quasi uccisa.
La sua grande passione è la cucina, e terminata la guerra sostiene con successo l'esame di stato per diventare una fornaia, sposando Welkin lo stesso giorno.
Nell'anime, oltre a dimostrare un carattere molto più irruento e battagliero della sua controparte ludica (dove invece appare come una vera e propria eroina romantica), la sua storia è stata leggermente cambiata. L'orfanotrofio nel quale è cresciuta era in realtà un centro di ricerche imperiale dove venivano condotti esperimenti sulle Valkyrie. Qui Alicia conobbe Selveria, dalla quale fu separata quando gli scienziati del centro decisero di concentrare su Selveria tutte le loro ricerche disfandosi di tutti gli altri possibili candidati.
Dopo aver scoperto di essere una Valkyria, e credendo che i suoi stessi compagni la considerino un mostro, viene arruolata tra le file dell'esercito regolare e comincia a fungere da testa d'ariete per le truppe guidate dal generale Damon. A Ghirlandaio si confronta nuovamente con Selveria, riuscendo a sconfiggerla dopo aver riscoperto i sentimenti per Welkin e per i suoi amici che la consapevolezza di essere una Valkyria le avevano fatto dimenticare. Sopravvissuta alla Valkyrian Flame dell'avversaria, torna in tutta fretta a Randgritz per aiutare i suoi compagni a sconfiggere Maximillian.

#### Isara Gunther
Il Caporale Carrista Isara Gunther (イサラ・ギュンター?, Isara Gyuntā) è la sorella acquisita di Welkin, ha 16 anni. Figlia dell'ufficiale in seconda che aveva assistito il Generale Gunther nella Prima Guerra Europea, è stata adottata dalla famiglia Gunther dopo la morte dei genitori.
I capelli neri e lo scialle portato costantemente sopra le spalle la identificano come appartenente all'etnia Darcsen (Daruks nella versione giapponese), una minoranza a lungo perseguitata per condotto, secondo le leggende, una lunga campagna di conquista che secoli addietro insanguinò Gallia e le nazioni vicine.
Proprio per la sua natura di Darcsen Isara ha sviluppato un carattere introverso e riservato, e gli unici coi quali riesce ad essere più spontanea sono Alicia e lo stesso Welkin. All'inizio della storia fa molta fatica a legare con gli altri membri della squadra, soprattutto con Rosie, che la mettono in disparte trattandola con disprezzo.
Come tutti i membri della sua gente Isara ha grande dimestichezza con la meccanica; è stata lei a mantenere in ottime condizioni l'Edelweiss realizzato da suo padre, e nel corso della storia la si vede spesso impegnata nella manutenzione del mezzo.
Inoltre, nel tempo libero, si dedica segretamente alla progettazione del primo aeroplano della storia; il suo sogno infatti è di poter volare assieme al fratello, ma purtroppo non riesce a vederlo realizzato, poiché viene uccisa da una pallottola imperiale subito dopo essersi definitivamente riappacificata con Rosie.
Welkin e Alicia, una volta sposati, chiameranno la loro prima figlia Isara in suo onore.

#### Brigitte Stark
La caporale Brigitte "Rosie" Stark (ブリジット・“ロージー”・シュターク?, Burijitto “Rōjī” Shutāku). Prima dell'inizio della guerra Brigitte era una famosa cantante da bar col soprannome di "Rosie", ma dopo lo scoppiare del conflitto è stata arruolata nella milizia come mitragliere.
Grande amica di Largo, ha perso entrambi i suoi genitori quando era bambina durante una campagna di pulizia etnica operata dalle truppe imperiali contro i Darcsen nel suo villaggio conclusasi in una carneficina; per questo motivo inizialmente prova una forte avversione verso Isara e verso i Darcsen in generale, che accusa di quanto accaduto alla sua famiglia. La vista delle terribili condizioni in cui sono costretti i Darcsen catturati dalle truppe imperiali (le baracche in cui sono stipati ricordano molto quelle dei campi di concentramento tedeschi), ma soprattutto la vicinanza della stessa Isara le faranno rivedere le sue posizioni, anche se il dolore per la morte di Isara lascerà in lei un profondo senso di colpa.
Fuori dal campo di battaglia si dimostra pungente e maliziosa; quando l'amicizia tra Welkin e Alicia comincia a trasformarsi in qualcosa di più profondo cerca di spingere i due a dichiararsi a vicenda, anche se lo fa a modo suo (ad esempio facendo indossare ad Alicia un costume molto provocante).
Alla fine della storia la sua fama di cantante si diffonde in tutta Europa, e questo comporta un'impennata della sua fama, ma pur essendo costantemente in tour per tutto il continente passa di tanto in tanto a rendere omaggio alla tomba dell'amica.

#### Largo Potter
Il sergente Largo Potter (ラルゴ・ポッテル?, Rarugo Potteru) è un uomo gigantesco di 36 anni. È un veterano della Prima Guerra Europea, e da allora non ha mai abbandonato la milizia rifiutando ogni ulteriore avanzamento di grado e continuando a mantenere il suo ruolo di Lancere.
Nel corso della prima guerra ha militato nella stessa unità del Capitano Eleanor Varrot, della quale è segretamente innamorato e che ha giurato di proteggere dopo che il suo primo fidanzato, Frederic, è stato catturato e ucciso dalle truppe imperiali. Malgrado la sua aria da orco ha un carattere gentile e premuroso, e per gli amici farebbe qualsiasi cosa.
All'inizio della storia è restio a considerare Welkin come suo superiore, definendolo un novellino che ha fatto carriera solo per via del proprio nome altisonante, ma si ricrede dopo aver assistito alla brillante operazione condotta da Welkin per liberare Valsel Bridge.
È un maniaco delle verdure che sogna di mettere su una grande fattoria, sogno che realizza alla fine della guerra dopo aver sposato Eleanor.

#### Zaka
Zaka (ザカ?, Zaka) è considerato uno dei grandi capi dell'etnia Darcsen; ha 33 anni, ed è stato internato nel campo imperiale di lavoro forzato di Frouzen per l'estrazione della ragnite dove grazie alla propria pazienza è diventato una specie di "mediatore" in grado di negoziare qualche concessione con il Generale Gregor.
Quando la Squadra 7 raggiunge Frouzen aiuta Welkin e i suoi a liberare la cittadina dalla minaccia del treno blindato di Gregor, venendo arruolato subito dopo nella Squadra 7 assieme al suo carro armato, Shamrock, una versione modificata del carro convenzionale galliano.
Finita la guerra torna a Frouzen e assieme ai suoi compagni si adopera per riportare la città e le miniere ai fasti di un tempo.

#### Eleanor Varrot
Il capitano Eleanor Varrot (エレノア・バーロット?, Erenoa Bārotto) è una donna carismatica e determinata; Eleanor Varrot è il comandante della Milizia di Gallia e il diretto superiore di Welkin.
Nutre grande fiducia nella Squadra 7 e cerca sempre di prepararla al meglio per affrontare ogni missione; inoltre, a differenza dei suoi superiori, ha molto a cuore la salvezze dei propri subalterni, facendo l'impossibile per non coinvolgerli in missioni che comporterebbero una sicura sconfitta.
Nella Prima Guerra Europea aveva servito a sua volta nella Milizia come cecchino; della sua squadra facevano parte anche Largo e Frederic, il suo fidanzato, che fu catturato, torturato e ucciso nel corso di un'operazione. Da quel momento in avanti Eleanor non ha fatto altro che pensare alla vendetta, ma quando si trova di fronte al suo assassino Largo riesce a farla ragionare, rammentandole le conseguenze che la sua scelta potrebbe comportare.
Alla fine della storia sposa Largo e assieme a lui mette su una grande fattoria.

#### Faldio Landzaat
Il luogotenente Faldio Landzaat (ファルディオ・ランツァート?, Farudio Rantsāto) è un amico di Welkin. Studiava archeologia all'università prima di arruolarsi nella Milizia ed essere messo al comando della Squadra 1. È un grande esperto della storia di Gallia, e riesce a leggere molte delle lingue antiche, compresa quella delle Valkyrie. È il primo a scoprire i poteri latenti di Alicia, e consapevole del fatto che solo lei potrebbe essere in grado di salvare Gallia dalla distruzione le spara, riuscendo in questo modo a far risvegliare il suo spirito di Valkyria (i poteri di una Valkyria si manifestano soprattutto quando una persona si trova ad un passo dalla morte). Questo gesto comporta un violento litigio con Welkin e la perdita della loro amicizia, e pur convinto di aver agito nel giusto Faldio non riuscirà mai a perdonarsi.
Muore nella battaglia finale, sacrificandosi per uccidere Maximillian e chiedendo perdono ai due amici.
Nell'anime è oggetto di uno triangolo amoroso con Alicia e Welkin, e la sua decisione di sparare ad Alicia per risvegliare i suoi poteri è dettata più da disperazione che dal freddo raziocinio che lo contraddistingue per tutto il corso della vicenda videoludica.

#### Georg von Damon
Il generale Georg von Damon (ゲオルグ・ヴォン・ダモン?, Georugu von Damon) è un membro di alto rango dell'esercito regolare di Gallia, proviene dall'alta nobiltà e ha fatto rapidamente carriera negli ambienti militari. Arrivista ed arrogante, non ha alcun rispetto per la Milizia, che guarda dall'alto in basso, pur arrogandosi il merito di ogni vittoria di Welkin e della sua squadra.
Nel DLC incentrato su Selveria la sua personalità meschina e fanatica viene ancor più alla luce: dopo essere stato sconfitto alla fortezza di Ghirlandaio non avrà alcuno scrupolo a fare uso di gas venefici per tentare di arrestare l'avanzata nemica, in aperto contrasto con il trattato internazionale di guerra che proibiva l'uso di armi chimiche e biologiche.
Muore nell'esplosione di Ghirlandaio, ucciso dalla Valkyrian Flame di Selveria che spazza via l'intera fortezza.

#### Cordelia gi Randgriz
La principessa Cordelia gi Randgriz (コーデリア・ギ・ランドグリーズ?, Kōderia gi Randogurīzu) è l'ultima erede del Principato di Gallia, siede sul trono al momento dell'invasione imperiale. Essendo molto giovane e piuttosto inesperta di questioni internazionali ha delegato ogni decisione al Consiglio dei Nobili, che però si serve di lei a proprio piacimento usandola come sovrana fantoccio.
Inizialmente passiva ed impotente di fronte a cose che ritiene più grandi di lei, dopo essere stata salvata da un tentativo di rapimento operato dall'ambasciatore dell'Alleanza Europea inizia a comportarsi più da vera sovrana, preoccupandosi seriamente per le sorti della guerra, grazie anche ai consigli e ai suggerimenti di Welkin.
Considerata discendente delle Valkyrie, un aspetto questo che all'inizio suscita in lei un'ulteriore pressione, si scopre che invece è di origine Darcsen. Alla fine della guerra, nonostante i pareri discordanti dei consiglieri, decide di rivelare al Paese la verità sulle sue origini, ma questo scatena una guerra civile che vedrà la nascita del Fronte per la Liberazione di Gallia, il movimento anti-Darcsen che diverrà l'antagonista di Valkyria Chronicles II.

#### Maurits von Borg
Il Ministro di Stato Maurits von Borg (マウリツ・ヴォン・ボルグ?, Mauritsu von Borugu) è a capo del Consiglio dei Nobili. Uomo subdolo e meschino, assieme ai suoi complici manovra a proprio piacimento la Principessa Cordelia prima di essere messo al suo posto dalla sovrana stessa quando questa inizia a far valere la sua autorità.
Quando la guerra comincia a mettersi veramente male stringe un accordo segreto con gli invasori nella speranza di poter essere nominato reggente di Gallia dopo la conquista imperiale, ma di tutta risposta Maximillian, accusandolo di tradimento e codardia verso la sua patria, lo fa fucilare.

### Civili

#### Irene Ellet
Irene Ellet (イレーヌ・エレット?, Irēnu Eretto) è una giornalista di 25 anni che lavora per Radio GBS, il principale canale radiofonico di Gallia. Fa la sua prima apparizione dopo la prima battaglia di Vasel, intervistando Welkin e il resto della squadra per poi aggregarsi definitivamente alla Squadra 7 come corrispondente di guerra.
Frizzante ed estroversa, svolge alla perfezione il suo ruolo di reporter creando storie alternative che possono essere acquistate nella redazione del suo giornale e giocate a parte. È lei la voce narrante che apre e chiude la storia e che racconta alcune delle fasi salienti del conflitto, con la differenza che al posto del cognome da nubile utilizza quello da sposata, Holler.

### Nemici

#### Maximillian
Maximillian (マクシミリアン?, Makushimirian) è il principe dell'Impero, ha 29 anni ed è il comandante delle forze d'invasione per la conquista di Gallia. Nel corso del gioco si scopre che è figlio di una relazione semi adulterina dell'imperatore con una donna non appartenente alla nobiltà, e che per questo ha subito un attentato ad opera di una parte dell'aristocrazia imperiale durante il quale lui è sopravvissuto ma che è costato la vita a sua madre.
La tragedia lo ha segnato profondamente, spingendolo a voler creare a tutti i costi un mondo in cui tutti, anche i diversi o gli emarginati, possano essere felici (nonostante appoggi la politica di pulizia etnica contro i Darcsen). In nome di questo sogno, nell'anime tratto dal videogioco ha intenzione di fare di Gallia il suo regno personale da dove un giorno muoverà guerra al mondo intero.
Incontra per la prima volta Welkin e Alicia alla rovine di Barious, e da quel momento la Squadra 7 diventerà per lui una costante spina nel fianco. Alla fine userà il suo gigantesco carro armato, il Marmota, per entrare a Randgritz ed impadronirsi della Valkof con cui punta a far finire la guerra e ne usa il potere per trasformarsi in un Valkyria. Sconfitto dalla Squadra 7 viene definitivamente ucciso dall'esplosione del Marmota.
Nell'anime si scopre che ha un fratellastro con il quale ha un conto aperto per decidere chi sarà il prossimo erede al trono.

#### Selvaria Bles
Il comandante Selvaria Bles (セルベリア・ブレス?, Seruberia Buresu) è una giovane donna di 22 anni, apparentemente fredda e distaccata che serve il principe Maximillian con un misto di amore e fede cieca. È una Valkyria, e a causa di ciò fin da bambina ha vissuto in un centro di ricerca imperiale dove è stata sottoposta ad ogni genere di esperimento, alcuni dei quali al limite dell'umano, che hanno contribuito a formare il suo carattere aggressivo e talvolta perfino sadico.
Dopo aver recuperato le reliquie custodite nel tempio di Barious i suoi poteri cominciano a risvegliarsi, facendosi sempre più forti, fino al punto da permetterle di spazzare via interi battaglioni di Gallia senza alcuno sforzo e praticamente da sola. Nella battaglia di Naggiar, però, viene affrontata e sconfitta da Alicia, ma viene portata in salvo dai suoi uomini e riesce a scappare.
Su ordine di Maximillian rimane a presidio della fortezza di Ghirlandaio, dove viene nuovamente affrontata e sconfitta dalla Squadra 7, venendo questa volta catturata dalle truppe del generale Damon. Dopo esserci accertata dell'allontanamento di Welkin e del resto della milizia dalla fortezza, sempre obbedendo ciecamente agli ordini del suo principe userà l'attacco suicida della Valkyrian Flame per spazzare via l'intero esercito regolare galliano.
Nel DLC incentrato su di lei si scopre che ha l'hobby della cucina.

#### Berthold Gregor
Il generale Berthold Gregor (ベルホルト・グレゴール?, Beruhoruto Guregōru) è uno dei tre comandanti delle forze d'invasione imperiali, assieme a Selveria e Jaeger, Gregor è un alto ufficiale di 51 anni con un temperamento sanguinario e un atteggiamento marcatamente sadico.
Soprannominato il Demonio Imperiale è noto per non aver mai perso una battaglia; la sua politica è quella di ottenere la vittoria a qualunque prezzo e a qualunque condizione, indipendentemente dalla sorte che può toccare ai suoi soldati, che considera solo degli strumenti, e dei nemici, per i quali non ha nessuna pietà. Più di tutto detesta i codardi, tanto che nell'anime non si fa alcuno scrupolo a far giustiziare un ufficiale galliano che aveva abbandonato il suo reggimento (nel codice di guerra è infatti considerato increscioso uccidere gli ufficiali che si arrendono).
Sempre nell'anime subisce la sua prima sconfitta nella battaglia di Kloden, e all'umiliazione di essere stato sconfitto dalla Milizia si unisce quella dell'essere costretto ad appoggiarsi all'aiuto del compagno-rivale Jaeger per potersi ritirare. Poco dopo conquista con il suo potente treno blindato il sito minerario di Fouzen, ordinando che tutti i Darcsen catturati nelle scorrerie vengano condotti lì per essere impegnati come schiavi. Affrontato dalla Squadra 7 viene sconfitto quando il ponte su cui sosta il suo treno viene fatto crollare; nell'anime, subito prima di morire, dimostra la sua indole malvagia sparando un colpo di cannone contro gli schiavi Darcsen in fuga uccidendone una buona parte.

#### Radi Jaeger
Il generale Radi Jaeger (ラディ・イェーガー?, Radi Yēgā) è il terzo comandante delle forze d'invasione, Jaeger ha 32 anni ed è un alto ufficiale di un regno dell'est che ha scelto di unirsi all'esercito imperiale in cambio della salvezza del suo popolo al quale sono state concesse migliori condizioni e maggiore indipendenza.
Ufficiale vecchio stampo, ha un carattere onesto ed amichevole (ed è anche un gran donnaiolo, come viene mostrato nell'anime), contrapposto quindi a quello di Gregor, per il quale di tanto in tanto svolge quasi il ruolo di voce della ragione. Sul campo di battaglia utilizza cavalleria e strategia, apprezzando e rispettando gli avversari che fanno lo stesso. Comanda un carro armato estremamente potente e corazzato chiamato Lupus, l'unico blindato imperiale (ad eccezione di quelli di Maximillian) in grado di rivaleggiare con l'Edelweiss. Viene sconfitto per la prima volta durante la battaglia di Kloden, durante la quale rimane colpito e affascinato dall'acutezza strategica di Welkin, ma ricompare quasi alla fine della vicenda a presidio del Ponte di Vasel per impedire alla Squadra 7 di correre all'inseguimento del Marmota.
Nuovamente affrontato viene sconfitto definitivamente e decide di ritirarsi, non prima però di aver mandato un messaggio al principe, di cui presagisce la sconfitta, in cui lo avvisa di non sottovalutare la Milizia. 
Negli episodi finali dell'anime, Jaeger capisce che Maximilian è intenzionato a vincere solo per la propria sete di potere, il quale dimostra sempre meno limiti arrivando ad fucilare un subordinato per una minima infrazione, che porta Jaeger a dichiarare di rifiutarsi di obbedire ad un ulteriore ordine del principe, nonostante la minaccia di morte, viene quindi apparentemente ucciso da Maximilian per insubuordinazione ma, la sua morte non è mai mostrata nella serie. Infatti nei titoli di coda dell'anime lo si vede camminare in una stazione ferroviaria di Gallia diretto probabilmente verso casa.

#### Johann Oswald Eisen
Johann (Karl nella versione giapponese) è un ingegnere imperiale che appare nel DLC incentrato su Selveria. Nel corso della storia, di cui è voce narrante, si scopre che è un gran codardo, e che è diventato un ingegnere proprio nella speranza di restare lontano dalla prima linea. Durante la battaglia per la conquista di Ghirlandaio che segna l'inizio della guerra assiste Selveria nella conquista della piazzaforte, rimanendo colpito e affascinato dal carisma e dal coraggio della ragazza, alla quale riesce, unico tra molti, ad avvicinarsi, scorgendo l'umanità e la femminilità dietro la scorza dell'intransigente ufficiale e della Valkyria.
Nella seconda battaglia per la difesa di Ghirlandaio dal contrattacco del generale Damon si getta nella mischia per salvare Selveria, rimasta isolata e a rischio di uccisione a causa di un gas venefico disperso dai Galliani, dando prova per la prima volta di grande coraggio e determinazione. Al termine della battaglia viene decorato al valore e ottiene il soprannome di Karl The Iron (Karl l'Acciaio) quindi si unisce agli Scout nella speranza di poter stare più vicino a Selveria, della quale si è chiaramente innamorato, e proteggerla.
Nell'anime Karl non è un ingegnere, bensì un ufficiale assegnato a Selveria dall'alto comando in qualità di supervisore. Come nel videogioco rimane affascinato da Selveria fino ad innamorarsene, ma non troverà mai il coraggio di dichiararsi mantenendo sempre una rispettosa distanza.
Dopo la morte di Selveria arriva quasi a ribellarsi al principe Maximillian, accusandolo di essere insensibile alla morte di Selveria, ma viene ucciso dallo stesso principe con un colpo di pistola prima che possa finire di parlare.

#### Georgius Geld
Il capitano Georgius Geld è un membro del contingente guidato dal Generale Gregor. È un ufficiale pavido e senza onore noto per il sadismo con cui è solito torturare le spie nemiche e i soldati catturati al fine di estorcere loro informazioni preziose durante gli interrogatori.
Nella Prima Guerra Europea aveva interrogato anche Frederik, il fidanzato di Eleonor Varrot, che però aveva resistito alle torture subite ed era morto senza proferire parola. Da quel momento in avanti, il capitano Varrot non ha fatto altro che pensare alla vendetta.
Dopo la disfatta a Frouzen, Georgius si barrica in un edificio nei pressi della cittadina con un manipolo di uomini sopravvissuti alla battaglia; il suo piano è quello di farsi scudo con i civili presi in ostaggio per poi ucciderli una volta raggiunte le linee alleate. Viene però scovato e stanato dalla Squadra 7. Eleonor vorrebbe ucciderlo con le sue mani, nonostante le perplessità di Welkin e degli altri e rischiando la corte marziale, ma viene riportata alla ragione da Largo; uccidere Geld infatti non servirà a farla sentire meglio, né le restituirà Frederik, che era anche suo amico, ma avrà il solo effetto di rovinare la sua carriera e di trasformarla in un mostro, senza contare poi che persone come Georgius non meritano neppure di essere uccise.
Arrestato, poco tempo Georgius viene rilasciato in occasione di uno scambio di prigionieri e medita vendetta, ma al suo ritorno a Ghirlandaio lo aspetta una brutta sorpresa. La corte marziale infatti lo ha incriminato per crimini di guerra per le atrocità commesse nel primo conflitto e per aver ucciso o preso in ostaggio civili non Darcsen, in disaccordo con le direttive del principe Maximillian. Consegnato al plotone d'esecuzione, viene fucilato.

#### Fritz
Fritz è un soldato semplice dell'esercito imperiale incontrato da Welkin e Alicia nel capitolo 8. Gravemente ferito, raggiunge la capanna dove i due ragazzi si erano nascosti dopo essere rimasti separati dal resto della squadra implorando aiuto. Welkin e Alicia tentano di salvargli la vita, ma le sue ferite si rivelano subito troppo gravi. Nel delirio della morte, Fritz, piangente e spaventato, viene confortato da Alicia, che gli fa credere di avere la mamma al proprio fianco come andava invocando. Felice e sollevato, muore subito dopo.
I due ragazzi lo seppelliscono, ma subito dopo vengono raggiunti da un piccolo plotone di soldati imperiali. Il loro capitano però, commosso e riconoscente per gli onori delle armi riservati al suo uomo, li lascia andare.

#### Mikhail Weber
Mikhail Weber è un personaggio che appare solo nell'anime, e che prende il posto di Fritz. La sua storia occupa un intero episodio. Terzo figlio di un contadino, è entrato nell'esercito nella speranza di poter migliorare il proprio stato sociale, ma alla fine, disgustato dalla propria condotta, nonché dalla consapevolezza che anche così era solo una pedina nelle mani dei nobili, ha disertato, venendo ferito dai suoi compagni mentre scappava. Quando raggiunge la capanna, e avendo sentito anche delle storie circa la fucilazione che viene riservata dai Galliani a chi si arrende o viene catturato, il suo atteggiamento è aggressivo e minaccioso, ma quando si accorge della bontà d'animo di Welkin e Alicia si ricrede e rimette la sicura alla granata che aveva usato per intimorirli.
Prima di morire, chiede ai due ragazzi di non dimenticarsi di lui, poiché (secondo una linea di pensiero molto diffusa nella mentalità giapponese) il ricordo che lascerà dietro di sé sarà l'unica prova che testimonierà che lui è vissuto. All'alba i suoi commilitoni troveranno la sua tomba fuori dalla capanna, e ancora una volta il capitano deciderà di non inseguire Welkin e Alicia per riconoscenza verso l'atto di pietà riservato al suo uomo.

### Squadra 7
La Squadra 7, della quale Welkin è al comando, è composta in tutto da venti elementi, e nel videogioco può essere formata scegliendo tra una rosa di oltre quaranta possibili personaggi. Nessuno di questi ha un ruolo rilevante nella storia, ma nonostante ciò è possibile, tramite il diario di gioco, apprendere qualche informazione su di loro. Alcuni di loro, quelli che hanno riscosso le migliori simpatie tra i giocatori secondo un sondaggio della SEGA, sono diventati protagonisti del DLC "Edy's Mission: Enter the Edy Detachment" e in seguito, assieme ad altri, hanno formato la squadra che appare all'interno dell'anime.

#### Scout
Susie Evans
Susie Evans ha diciannove anni e proviene da una facoltosa famiglia di Bruhl.
Nell'anime conosce Alicia da molto tempo e la segue come un'ombra. Si arruola prima nella guardia cittadina e poi nella milizia per fare contento il padre, fervente patriota.
Inizialmente è l'ultima persona che possa fare il soldato, ha infatti paura del sangue e di uccidere, ma riesce a superare in parte i suoi timori ricordando a sé stessa che la morte delle persone che uccide servirà a favorire la causa della pace. Fa parte dell'Edy Detatchment.
Aika Thompson
Aika è una ragazza di 17 anni e proviene da un lontano paese insieme a Vyse. Adora le sfide e riesce a risolvere i problemi anche se sono difficili. Le uniche cose di cui ha paura sono i fantasmi e gli scarafaggi. Questo personaggio proviene, in realtà, dal gioco Skies of Arcadia, sviluppato dagli stessi creatori di Valkyria Chronicles.
Cherry Stijnen
Cherry è una ragazza di 16 anni amante dei ragazzi e di qualsiasi altra tendenza e, grazie a questo, legge il settimanale "Gallian Girl". Dopo essersi unita alla Squadra 7, incontra Rosie che la vede come il suo esempio da seguire.
Freesia York
Freesia è una ragazza di 18 anni conosciuta come la "Danzatrice delle Sabbie". Come dice il suo soprannome, Freesia lavora come danzatrice nei pressi di Barious e si unisce alla Squadra 7 per vendicarsi dell'Impero che ha interrotto il suo business.
Hermes Kissinger
Hermes è un uomo di 28 anni snello e di bell'aspetto. Il suo punto debole è il fiato corto e questo gli causa una fatica cronica durante le battaglie.
Juno Coren
Juno è una donna di 22 anni ed era compagna di classe di Welkin quando quest'ultimo studiava all'università. Dispone di grande intelligenza e aspetto attraente, il che la rende il sogno di qualunque ragazzo.
Melville Young
Melville è un ragazzo di 19 anni energetico e simpatico. Grande amante di ogni tipo di carne e amico di Ted, i due sognano di diventare clown per far tornare il sorriso ai Galliani.
Montley Leonard
Montley è un ragazzo di 16 anni sempre impaziente e pensa che il tempo sia denaro. Nonostante sia cresciuto con gli animali, l'incontro ravvicinato con un cervo gli ha causato l'Aichmofobia, la fobia degli oggetti appuntiti.
Musaad Mayfield
Mussad è un uomo di 43 anni dal carattere altezzoso. Fu un eroe durante la Prima Guerra Europea e gli viene attribuito il soprannome di "Talpa" per le sue abilità in trincea. Può essere trovato come nemico nel DLC incentrato su Selveria.
Nancy Dufour
Nancy è una ragazza di 15 anni che vive nella fattoria dei suoi genitori. Ha sempre la testa tra le nuvole e preferisce vivere con gli animali della stalla che con la famiglia.
Noce Wordsworth
Noce è un ragazzo di 19 anni che, prima di unirsi alla Squadra 7, lavorò nella resistenza cittadina di Bruhl.
Ha una cotta per Alicia e odia Welkin poiché lei è più attratta da quest'ultimo che da Noce. Ha la passione per la poesia e, questo personaggio, può essere un richiamo al famoso poeta William Wordsworth.
Ramona Linton
Ramona è una ragazza di 18 anni che, prima di unirsi alla Squadra 7, lavorava come modella per il settimanale "Gallian Girl".
Adora la vita notturna ma questo gli causa di avere risvegli non piacevoli alla mattina.
Ted Ustinov
Ted è un ragazzo di 16 anni la cui passione è far ridere la gente, cosa che fa anche nelle battaglie. Il suo sogno è quello di diventare un clown dopo la guerra.
Wavy
Wavy è un uomo di 37 anni appartenente all'etnia Darcsen. Insegnante di professione, è molto garbato e raramente si emoziona. Si unisce alla Squadra 7 per proteggere la sua famiglia.

#### Mitraglieri
Edy Nelson
Edy è un mitragliere di 17 anni, ed è uno dei personaggi più amati della storia. Cresciuta in un piccolo villaggio, si è trasferita a Randgriz per coronare il suo sogno di diventare un'idol. È spontanea ed aggressiva, nonché molto vanitosa, ma al di sotto di quella sua scorza da "dura" nasconde una personalità timida e paurosa. Ama essere al centro dell'attenzione e detesta chiunque tenti di rubarle la scena, prima fra tutte Rosie, con cui ha un conto aperto per scoprire chi sia la migliore cantante. Data la popolarità riscontrata dal suo personaggio tra i fans della serie, sono stati creati alcuni DLC sia per Valkyria Chronicles che per il successivo Valkyria Chronicles 3 che la vedono al comando di un piccolo plotone (da lei chiamato, appunto, l'Edy Detachment) formato da altri membri della Squadra 7 e che, per varie ragioni, si ritrova a dover combattere in modo indipendente svariate battaglie contro l'esercito imperiale.
Lynn
Lynn è una donna di 20 anni appartenente all'etnia Darcsen. Fidanzata di Karl Landzaat, si mise al sicuro per sfuggire ai imperiali ma, dopo aver sentito che Karl si trovava in guerra, decise di unirsi alla Squadra 7 per proteggere il suo amante. Fa parte dell'Edy Detachment.
Aisha Neumann
Aisha è una ragazza di 12 anni dove fece addestramento militare in giovane età. Nonostante il carattere giovane, dispone di grande intelligenza e agilità fisica.
Alex Raymond
Alex è un ragazzo di 17 anni soprannominato "L'uccello" per il suo carattere libero e imprudente. Adora i posti panoramici e sogna di trovare la vita nel cielo.
Coby Caird
Coby è un uomo di 65 anni che, prima della Prima Guerra Europea, lavorava come caposquadra di una compagnia di carpenteria. Si tiene sempre a distanza da Alicia poiché gli ricorda sua figlia, deceduta durante la guerra.
Dorothy Howard
Dorothy è una ragazza di 18 anni la cui famiglia dirige una ferriera nei pressi di Fouzen e sogna di creare accessori fatti con metalli preziosi. Tuttavia, è molto fragile e ha paura di parlare davanti alla gente.
Hannes Salinger
Hannes è un uomo di 31 anni proveniente dalla zona sud di Gallia. Forte nello spirito e nel corpo, si unisce alla Squadra 7 dopo aver sentito che il villaggio è nel mirino dell'Impero.
Jane Turner
Jane è una donna di 27 anni che, prima di unirsi alla Squadra 7, lavorava come fioraia a Bruhl. In battaglia, ha un carattere molto sadico nei confronti dei soldati dell'Impero.
Kevin Abbott
Kevin è un uomo di 25 anni ombroso e introverso. All'inizio, era indeciso se scegliere il ruolo di ingegnere o cecchino e questo lo portò a diventare mitragliere controvoglia.
Mica Hawkins
Mica è un uomo di 26 anni fanatico delle macchine. Lavora come macchinista e, oltre a essere perfezionista, ha anche un carattere pessimista.
Nina Streiss
Nina è una donna di 29 anni dal corpo molto robusto. È grazie al suo corpo che si offre di salvare i suoi compagni e non ha mai mancato un allenamento. Tuttavia, disdice i carri armati e i lancieri poiché sono ben corazzati.
Salinas Milton
Salinas è un uomo di 24 anni il cui bel aspetto fa conquistare molte donne. Si è unito alla Squadra 7 per la sua passione per i carri armati.
Vyse Inglebard
Vyse è un ragazzo di 17 anni proveniente da un lontano paese insieme a Aika. Adora le sfide e il cielo e dispone di una volontà di ferro. Questo personaggio proviene, in realtà, dal gioco Skies of Arcadia, sviluppato dagli stessi creatori di Valkyria Chronicles.
Wendy Cheslock
Wendy è una donna di 25 anni i cui tratti distintivi sono il cappello di lana e le tracce nere negli occhi. Grande amante degli esplosivi, diventa mitragliere in prima linea per testare le sue bombe.

#### Lancieri
Jann Walker
Jann è un uomo di 27 anni che, prima di unirsi alla Squadra 7, lavorava come baby-sitter. Oltre ad avere una grande muscolatura, ha una cotta per Largo nel corso della guerra. Fa parte dell'Edy Detachment.
Audrey Heitinga
Audrey è una ragazza di 17 anni che si unisce alla Squadra 7 dopo aver sentito le azioni della medesima squadra. È abile a fare amicizie e ad essere preparata a tutto.
Elysse Moore
Elysse è una ragazza di 17 anni, figlia di un istruttore militare. Di solito, ha un carattere rilassato, ma diventa tenace durante le battaglie.
Hector Calvey
Hector è un uomo di 25 anni che, prima di unirsi alla Squadra 7, lavorava come capo della guardia cittadina nel suo paese. È rispettato dai suoi compagni per la sua leadership ed è noto per aver respinto una squadra di imperiali con un piccolo gruppo di soldati.
Nils Daerden
Nils è un uomo di 29 anni dall'aspetto robusto e stoico. Abitante delle zone malfamate di Randgritz, è un lupo solitario oltre ad essere misogino.
Rosina Selden
Rosina è una donna di 24 anni che i suoi compagni la vedono come una sorta di sorella maggiore. Adora allenarsi nel tempo libero e guarda con disprezzo la razza Darcsen.
Theold Bohr
Theold è un ragazzo di 18 anni che sogna di diventare un eroe di guerra. Nato in un villaggio remoto, non solo odia i Darcsen ma fa anche il bullo con quelli più deboli di lui, primo fra tutti Kevin Abbott.
Walter Nash
Walter è un uomo di 33 anni le cui passioni sono, a dispetto della sua apparenza, cucinare e curare il suo giardino. È soggetto a sbalzi d'umore e sogna di aprire un ristorante.
Yoko Martens
Yoko è una donna di 37 anni che, prima di unirsi alla Squadra 7, lavorava in un ristorante. Si tiene a distanza da Largo poiché gli ricorda il suo ex-marito.

#### Cecchini
Marina Wulfstan
Marina è una donna di 24 anni che preferisce stare in solitudine che in compagnia. Le sue abilità di cecchino provengono dagli insegnamenti di suo padre, cacciatore di professione. È un membro dell'Edy Detachment.
Cezary Regard
Cezary è un uomo di 23 anni che diventa cecchino per evitare la prima linea. Nato in un villaggio di Barious, soffre di Acrofobia. Questo è dovuto al suo cercare di scalare delle rovine per divertirsi, da cui però finì col cadere.
Catherine O'Hara
Catherine è una donna di 35 anni veterana della Prima Guerra Europea. Considera l'amicizia prima di ogni cosa e diventa ansiosa se finiscono le munizioni. Questo è dovuto al vedere un suo compagno morire poiché lei non aveva munizioni per salvarlo.
Oscar Bielert
Oscar è un ragazzo di 15 anni fratello maggiore di Emile. A prima vista, si comporta come un duro davanti a Emile ma, in realtà, ha un carattere timido.
Emile Bielert
Emile è un ragazzo di 15 fratello minore di Oscar. Avendo la salute debole, viveva in un sanatorio ma, sentendo che suo fratello entrava in guerra, decise di unirsi alla Squadra 7 per aiutarlo.

#### Ingegneri
Homer Peron
Mite e gentile, Homer è un ingegnere di 15 anni molto carino, ma di costituzione debole. A dispetto di quella sua parvenza angelica ha maturato una personalità masochistica a causa della sorella maggiore Leila, che fin da quando erano piccoli lo ha sottoposto ad ogni sorta di sevizia nel tentativo di temprarne il carattere; nella squadra il suo molestatore abituale è Edy, per la quale ha una cotta. Fa parte dell'Edy Detachment.
Knute Jung
Knute è un uomo di 38 anni con la grande passione per il denaro. Si unisce alla Squadra 7 pensando che Welkin fosse "una miniera d'oro" e diventa Ingegnere per controllare la catena di beni. Non solo ha occhio intuitivo per i profitti ma ha anche una buona dose di fortuna.
Karl Landzaat
Karl è un uomo di 23 anni che, prima della guerra, lavorava nelle ferriere di Fouzen. Con l'incursione dei Imperiali in Gallia, Karl si rifugiò nella capitale e decide di unirsi alla Squadra 7 sperando in un futuro radioso per lui e per la sua fidanzata Lynn.
Dallas Wyatt
Dallas è una ragazza di 15 anni che frequenta una scuola per ragazze. Dichiaratamente lesbica, spera in una vita "tutta rose e fiori" e lontana dagli uomini che lei odia. Nel corso della guerra, Dallas avrà una cotta per Alicia.
Claudia Mann
Cluadia è una ragazza di 19 anni perseguitata dalla sfortuna. Si unisce alla Squadra 7 dopo che un colpo di cannone devastò la sua casa, l'unico rifugio che la riparava dai guai.
Herbert Nielsen
Herbert è un ragazzo di 19 anni proveniente dalle regioni aride di Barious. Essendo un gran scansafatiche, non muove un dito se non viene motivato.
Nadine
Nadine è una donna di 27 anni appartenente all'etnia Darcsen. Ha un grande senso di responsabilità e fa di tutto per proteggere i suoi amici anche se rischia la vita.
Ramsey Clement
Ramsey è una donna di 21 anni con la passione delle macchine. Per via di questo, si è iscritta a un politecnico, ma le macchine a cui lei fa manutenzione si rompono spesso.

## Valkyria Chronicles II

### Classe G
La Classe G è la classe dell'accademia militare di Lanseal dove tutti gli studenti assegnati sono coloro che hanno ricevuto i voti più bassi all'ammissione e quindi considerati ultimi a diventare dei soldati. Inizialmente presi come gli zimbelli dell'accademia, soprattutto dalla Classe A, grazie alla leadership di Avan Herdins riusciranno a vincere alcune battaglie importanti contro la potente casata dei Gassenarl. Il professore che insegna in questa classe è Hubert Brixam. La scelta della lettera non è un caso visto che la G è la settima lettera dell'alfabeto e venne scelta per creare un nesso con la Squadra 7.

#### Personaggi principali
Avan Herdins
Avan è un ragazzo di 17 anni proveniente da Mellvere con una personalità vivace e positiva. Per via di queste qualità, è solito gettarsi nell'azione senza tenere conto delle possibili conseguenze. Suo padre morì per una malattia quando Avan era ancora piccolo e quindi ci pensò il fratello maggiore Leon a mandare avanti la famiglia. Con la scomparsa di quest'ultimo, ricevette una lettera da parte di Leon e ciò sprona Avan a cercarlo partendo dall'accademia di Lanseal. Dotato del talento non comune nel rivestire qualunque ruolo in battaglia, viene ammesso nella Classe G diventandone il capoclasse. Nonostante ciò, riuscirà ad aiutare i suoi compagni grazie alla sua determinazione e carisma e a impedire la guerra civile.
Cosette Coalhearth
Cosette è una ragazza di 17 anni che in battaglia assume il ruolo dell'ingegnere. Nonostante il comportamento positivo che mostra sempre, perse i genitori quando l'Impero attaccò la sua città natale Yuell. Il trauma fu tale da scatenare un caso serio di emofobia e un particolare tipo di daltonismo che le rende impossibile distinguere i colori. La paura del sangue riuscirà a superarla quando Avan, per motivarla a correre in aiuto dei propri compagni feriti, non esiterà a spararsi ad un fianco, mentre il daltonismo scomparirà quando, incoraggiata da Avan e dal resto della Classe G, disinnesterà una bomba che avrebbe fatto esplodere una miniera dove si trovava l'intera classe. Il suo sogno è quello di diventare un dottore come suo padre e di guarire tutti i feriti di guerra.
Zeri
Zeri è un ragazzo di 17 anni appartenente all'etnia Darcsen. Di ruolo mitragliere, è una persona seria e molto intelligente che sa essere anche competitivo in battaglia. Nonostante le sue grandi qualità e il suo intelletto, venne assegnato alla Classe G (probabilmente per razzismo). Mira a diplomarsi sperando di diventare una persona di fama con lo scopo di ripulire il nome della sua etnia che, come si è già visto nel precedente gioco, è discriminata da tutta Gallia con poche eccezioni. Inizialmente prova rancore nei confronti di Avan ma, con il passare del tempo, diventerà il suo migliore amico nonché rivale.
Lavinia Lane
Lavinia ha 21 anni e svolge il lavoro di meccanica nonché responsabile del carro armato della Classe G. Dalla parlantina semplice, ha un carattere altruista che la rende una sorta di "sorella maggiore" per i suoi compagni. Cominciò a guidare carri armati dopo che un suo amico perì per mano di un Carro Armato Fantasma (chiamato così poiché appare misteriosamente per attaccare a vista chiunque gli capiti a tiro) che riuscirà ad affrontare e sconfiggere grazie ad Avan e al resto della Classe G.

#### Scout
Aliasse
Aliasse è una ragazza di 13 anni nata nelle regioni nord-ovest dell'Impero che riconobbe le sue origini di Valkyria. Venne perciò portata via per subire gli esperimenti della dottoressa Clementia Förster, che Aliasse chiama "Mamma". Dopo aver conosciuto Avan, comincia a chiedersi quale fosse il suo scopo della vita e di come ha intenzione di usare i suoi poteri per il bene della gente. Inoltre comincerà a nutrire una passione per la floricoltura grazie a Cosette. Questi cambiamenti disgustano la dottoressa Förster e abbandonerà in seguito la sua cavia. Dopo aver superato lo sconforto iniziale dell'abbandono, Aliasse si unisce alla Classe G diventandone un membro a tutti gli effetti. Dopo aver finito l'anno accademico, s'iscriverà a una scuola di floricoltura.
Nichol Martin
Nichol è un ragazzo di 16 anni ed è il fratello minore di Franca. Dal carattere timido e introverso, si iscrive all'accademia militare in modo da proteggere sua sorella in battaglia. Chiederà ad Avan di partecipare a una missione pericolosa e, nonostante abbia un corpo fragile e continui cali di autostima, riuscirà a compierla arrivando a ottenere una medaglia che darà a Franca come regalo. Dopo l'accademia, Nichol si unirà nell'esercito come cecchino dove le sue abilità arriveranno a pareggiare con quelle del professor Brixham.
Helmut Bourdais
Helmut è uno studente di 27 anni proveniente dall'Impero. Si è iscritto all'accademia come segno di amicizia tra la Gallia e l'Impero ma in realtà è solo un modo per tenere quest'ultimo a freno nel caso di una possibile invasione. Essendo un imperiale, viene trattato male dai compagni, ma la cosa non gli crea alcun turbamento. Durante una missione, Zeri vede Helmut salvare un bambino Darcsen e quest'ultimo dice che non lo ha fatto per compassione ma perché è suo dovere di soldato salvare i civili. Dopo l'accademia, Helmut ritornerà all'Impero per preparare una nuova invasione per la Gallia anche se la sua opinione sulla nazione è cambiata.
Chloe Blixen
Chloe è una studentessa di 21 anni conosciuta come artista emergente; i suoi temi principali sono la notte e l'oscurità. Negli ultimi mesi è vittima di un blocco creativo e Avan cerca di aiutarla a trovare l'ispirazione. Durante quella che sembra essere una caccia a dei conigli di neve, in modo dai far ritrovare l'ispirazione a Chloe, i due si ritrovano coinvolti in una rapida schermaglia contro alcuni nemici. Chloe uscirà comunque dal blocco e riprenderà a disegnare arrivando a vincere un premio durante un'esibizione nazionale. Dopo l'accademia, si trasferisce nella città natale di Emile Bielert, diventato anche lui un'artista, per seguire le sue orme.
Lotte Netzel
Lotte è una ragazza di 16 anni che svolge il lavoro di giornalista. Nata nella capitale Randgriz, possiede un suo giornale e girovaga per l'accademia alla ricerca di scoop anche se viene continuamente ridicolizzata dai compagni per le sue notizie che, il più delle volte, si rivelano false. Si ritiene comunque utile nel scovare sentieri nascosti. Dopo l'accademia, si mette a girare per il mondo lasciando sempre tracce del suo passaggio.
Sigrid Eissel
Sigrid è un ragazzo di 17 anni che precedentemente faceva parte dei ribelli. Dopo essersi reso conto di essere dalla parte sbagliata, s'iscrive all'accademia per seguire il suo sogno di riportare la pace a Gallia. Inizialmente odia i Darcsen ma si ricrederà quando scopre che anche loro combattono per la stessa causa. Dopo l'accademia, si unirà all'esercito dove verrà riconosciuto dai suoi ufficiali per le sue abilità analitiche.
Melissa Dalen
Melissa è una ragazza di 17 anni che nutre un profondo amore per Zeri da quando questi gli aveva riportato il fiocco smarrito. Viene reclutata nell'accademia per le sue abilità nel sapersi nascondere dagli altri arrivando a non farsi notare da tutti i compagni finché non parla. È talmente innamorata di Zeri che arriva a fare stalking, senza che lui se ne accorgesse, e a mettersi contro le altre ragazze che si mettono tra lei e il suo amore. Dopo l'accademia, si unirà nell'esercito sperando di entrare nella squadra di Zeri grazie alle sue abilità.